# Michel Stolker
Michel Johannes „Mies“ Stolker (* 29. September 1933 in Zuilen, heute Utrecht; † 28. Mai 2018) war ein niederländischer Radrennfahrer.

## Karriere
Michel Stolker war Profi-Radrennfahrer von 1956 bis 1966. Von 1960 bis 1963 fuhr er in einer Mannschaft mit dem fünffachen Tour-Sieger Jacques Anquetil. Dreimal – 1956, 1957 sowie 1962 – startete er bei der Tour de France, seine beste Platzierung war Rang 33 im Jahre 1962. Im selben Jahr belegte er Platz sieben in der Gesamtwertung der Vuelta a España, zwei Jahre später gewann er eine Etappe der Spanien-Rundfahrt. 1961 wurde er niederländischer Radsportler des Jahres.
Bis 2015 war Stolker der einzige Utrechter, der an der Tour de France teilgenommen hat. In einem Interview berichtete der nun 81-Jährige, dass er 1962 von Anquetil angestiftet worden sei, sich mit Pillen zu dopen. Sein wahres Doping sei jedoch seine Leidenschaft für den Radsport gewesen.
Nach der Beendigung seiner Radsportlaufbahn eröffnete Stolker unter anderem ein Geschäft für Akkus und Autoradios.
Stolker war dreimal verheiratet, zweimal mit derselben Frau. Seine Beziehungen zu Frauen seien durch den Leistungssport gestört gewesen, äußerte er sich im Interview. Er machte zuletzt eine Therapie, durch die er sich noch immer weiter entwickele. Er versuche jeden Tag, ein besserer Mensch zu werden.

## Palmarès
1953
- Ronde van Overijssel

1955
- Ronde van Overijssel
- Ronde van Limburg

1956
- eine Etappe Giro d’Italia
- eine Etappe Luxemburg-Rundfahrt

1960
- Omloop van het Houtland

1962
- Grand Prix Midi Libre

1964
- eine Etappe Ruta del Sol
- eine Etappe Vuelta a España

## Grand-Tour-Platzierungen
| Grand Tour            | 1956 | 1957 | 1958 | 1959 | 1960 | 1961 | 1962 | 1963 | 1964 | 1965 | 1966 |
| --------------------- | ---- | ---- | ---- | ---- | ---- | ---- | ---- | ---- | ---- | ---- | ---- |
| Vuelta a EspañaVuelta | –    | –    | DNF  | –    | –    | –    | 7    | –    | DNF  | –    | –    |
| Giro d’ItaliaGiro     | 36   | –    | –    | –    | 53   | 37   | –    | –    | –    | –    | –    |
| Tour de FranceTour    | DNF  | 44   | –    | –    | –    | –    | 33   | –    | –    | –    | –    |

## Teams
- 1956–1957 Locomotief-Vredestein
- 1958–1959 Magneet-Vredestein
- 1960 Helyett-Fynsec-Leroux
- 1961 Helyett-Fynsec-Hutchinson
- 1962 Saint-Raphael-Helyett
- 1963 Saint-Raphael-Gitane
- 1964 KAS-Kaskol
- 1965 Fyffes
- 1966 Willem II-Gazelle